# NGC 4101
NGC 4101 је лентикуларна галаксија у сазвежђу Береникина коса која се налази на NGC листи објеката дубоког неба.
Деклинација објекта је + 25° 33' 25" а ректасцензија 12h 6m 10,7s. Привидна величина (магнитуда) објекта NGC 4101 износи 13,7 а фотографска магнитуда 14,6. NGC 4101 је још познат и под ознакама UGC 7093, MCG 4-29-25, CGCG 128-27, WAS 46, PGC 38373.